# أورباي (برشلونة)
بلدية أوربي (بالكاتالانية: Orpí) هي إحدى بلديات مقاطعة برشلونة، والتي تقع في منطقة كاتالونيا، شرق إسبانيا.
يبلغ عدد سكانها 183 نسمة وفقاً لإحصائية سنة (2007).